# Yacimiento arqueológico Los Azules
El Yacimiento de Los Azules es un yacimiento arqueológico perteneciente a la cultura Aziliense y encuadrado dentro del período Epipaleolítico. Fue descubierto en 1972 y las excavaciones arqueológicas comenzaron al año siguiente. Se encuentra situado en Cangas de Onís, Asturias.

## Características culturales

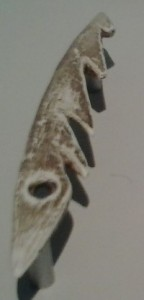
Arpón Aziliense con abultamiento en la base y perforación.

Los vestigios encontrados en Los Azules presentan continuidad con respecto a la cultura anterior, Magdaleniense. De este modo, en este yacimiento se muestra una secuencia de evolución formal de los arpones magdalenienses hasta los típicamente azilienses, con abultamiento en la base y perforación. 
Por otro lado, es patente el progresivo abandono del arte rupestre y mobiliar. Sin embargo, son destacables los 29 cantos pintados de este yacimiento asturiano, 19 de los cuales encontrados en un contexto funerario, que tienen una datación de 9.500 BP.